# Estefânia de Souza
Estefânia de Souza, mais conhecida como Estefânia (Jaboticabal, 24 de agosto de 1972), é uma ex-voleibolista. Aos 13 anos já era destaque pelo interior nas equipes nas quais iniciou a carreira.
Exímia Atacante de Ponta de 1,82 m, atuou em vários clubes nacionais, como a Recreativa de Ribeirão Preto (1992 a 1997), Rexona(1999-2000), Açúcar União São Caetano (2001), Rexona Ades (2005–2007) jogou no Aris Volleyball Club da Grécia, encerrou sua carreira no Vôlei Futuro de Araçatuba(2008/2009).
Continua se dedicando ao vôlei com o Projeto Vôlei Um Salto Para a Vida. Pela Seleção Brasileira de Voleibol Feminino esteve presente na equipe que venceu Grand Prix de Voleibol de 1994 e foi a final inédita do Campeonato Mundial de Voleibol Feminino de 1994, conquistando a medalha de prata, além de ter conquistado o Bicampeonato do Campeonato Sul-Americano de Voleibol Feminino.

## Títulos

### Clubes
- Campeã da Liga Nacional de 1994 pela Recreativa[4]
- Tricampeã da Superliga pela Recreativa de Ribeiro Preto[5]
- Campeã da Superliga na temporada 99/00 pelo Rexona[6]
- Vice-campeã da Superliga 2005 pelo Rexona[7]
- Campeã Carioca  em 2005 pelo Rexona[5]
- Pentacampeã da Superliga[1]
- Tetracampeã carioca[1]
- Bicampeã Sul-americana de clube[1]

### Seleção Brasileira Feminina de Voleibol
- Campeã do Grand Prix de 1994(China)[8].
- Bicampeã Sul-americana[1]
- Vice-Campeão Mundial em 1994 (Brasil)[8]
- Bicampeã da BCV Volley Masters (1994 e 1995)[5]

## Premiação individual Superliga
- Melhor recepção atuando pelo Rexona(97/98)[9]